# Temporada 2022-2023 del Vila-real CF
La Temporada 2022-2023 del Vila-real CF, és la 99a des de la fundació del club, i la 23a temporada en La Lliga, màxima categoria del futbol espanyol. El submarí groc debutarà a la Lliga Conferència, la competició de tercer nivell de la UEFA, i un fet cridaner d'aquesta temporada és que el Vila-real CF complirà cent anys de la seva fundació el 10 de març de 2023.

## Plantilla
Els futbolistes que formen la plantilla del Vila-real CF de la temporada 2022-23 són els següents:
| N. | Pos. | Nac. | Jugador           |
| -- | ---- | --- | ----------------- |
| 1  | POR  | [[Fitxer:Flag of Spain.svg\|23x15px\|border \|alt=Espanya\|link=Selecció de futbol d'Espanya\|{{#if:\|]]                                       | Pepe Reina        |
| 2  | DEF  | [[Fitxer:Flag of Spain.svg\|23x15px\|border \|alt=Espanya\|link=Selecció de futbol d'Espanya\|{{#if:\|]]                                       | Kiko Femenia      |
| 3  | DEF  | [[Fitxer:Flag of the Valencian Community (2x3).svg\|23x15px\|border \|alt=País Valencià\|link=Selecció de futbol del País Valencià\|{{#if:\|]] | Raül Albiol 1r    |
| 4  | DEF  | [[Fitxer:Flag of the Valencian Community (2x3).svg\|23x15px\|border \|alt=País Valencià\|link=Selecció de futbol del País Valencià\|{{#if:\|]] | Pau Torres        |
| 5  | DEF  | [[Fitxer:Flag of Spain.svg\|23x15px\|border \|alt=Espanya\|link=Selecció de futbol d'Espanya\|{{#if:\|]]                                       | Jorge Cuenca      |
| 6  | MIG  | [[Fitxer:Flag of France (1794–1815, 1830–1974).svg\|23x15px\|border \|alt=França\|link=Selecció de futbol de França\|{{#if:\|]]                | Étienne Capoue    |
| 7  | DAV  | [[Fitxer:Flag of Catalonia.svg\|23x15px\|border \|alt=Catalunya\|link=Selecció de futbol de Catalunya\|{{#if:\|]]                              | Gerard Moreno     |
| 8  | DEF  | [[Fitxer:Flag of Argentina.svg\|23x15px\|border \|alt=Argentina\|link=Selecció de futbol de l'Argentina\|{{#if:\|]]                            | Juan Foyth        |
| 9  | DAV  | [[Fitxer:Flag of the Valencian Community (2x3).svg\|23x15px\|border \|alt=País Valencià\|link=Selecció de futbol del País Valencià\|{{#if:\|]] | Paco Alcácer      |
| 10 | MIG  | [[Fitxer:Flag of Spain.svg\|23x15px\|border \|alt=Espanya\|link=Selecció de futbol d'Espanya\|{{#if:\|]]                                       | Dani Parejo       |
| 11 | MIG  | [[Fitxer:Flag of Nigeria.svg\|23x15px\|border \|alt=Nigèria\|link=Selecció de futbol de Nigèria\|{{#if:\|]]                                    | Samuel Chukwueze  |
| 12 | DEF  | [[Fitxer:Flag of Ecuador.svg\|23x15px\|border \|alt=Equador\|link=Selecció de futbol de l'Equador\|{{#if:\|]]                                  | Pervis Estupiñán  |
| 13 | POR  | [[Fitxer:Flag of Argentina.svg\|23x15px\|border \|alt=Argentina\|link=Selecció de futbol de l'Argentina\|{{#if:\|]]                            | Gerónimo Rulli    |
| 14 | MIG  | [[Fitxer:Flag of Spain.svg\|23x15px\|border \|alt=Espanya\|link=Selecció de futbol d'Espanya\|{{#if:\|]]                                       | Manu Trigueros 2n |
| 15 | DAV  | [[Fitxer:Flag of the Netherlands.svg\|23x15px\|border \|alt=Països Baixos\|link=Selecció de futbol dels Països Baixos\|{{#if:\|]]              | Arnaut Danjuma    |
| 17 | DAV  | [[Fitxer:Flag of Senegal.svg\|23x15px\|border \|alt=Senegal\|link=Selecció de futbol del Senegal\|{{#if:\|]]                                   | Boulaye Dia       |

| N. | Pos. | Nac. | Jugador           |
| -- | ---- | --- | ----------------- |
| 18 | DEF  | [[Fitxer:Flag of Spain.svg\|23x15px\|border \|alt=Espanya\|link=Selecció de futbol d'Espanya\|{{#if:\|]]                                       | Alberto Moreno    |
| 19 | MIG  | [[Fitxer:Flag of France (1794–1815, 1830–1974).svg\|23x15px\|border \|alt=França\|link=Selecció de futbol de França\|{{#if:\|]]                | Francis Coquelin  |
| 20 | MIG  | [[Fitxer:Flag of Spain.svg\|23x15px\|border \|alt=Espanya\|link=Selecció de futbol d'Espanya\|{{#if:\|]]                                       | Manu Morlanes     |
| 21 | MIG  | [[Fitxer:Flag of Spain.svg\|23x15px\|border \|alt=Espanya\|link=Selecció de futbol d'Espanya\|{{#if:\|]]                                       | Yeremi Pino       |
| 22 | DAV  | [[Fitxer:Flag of Spain.svg\|23x15px\|border \|alt=Espanya\|link=Selecció de futbol d'Espanya\|{{#if:\|]]                                       | José Luis Morales |
| 23 | DEF  | [[Fitxer:Flag of Algeria.svg\|23x15px\|border \|alt=Algèria\|link=Selecció de futbol d'Algèria\|{{#if:\|]]                                     | Aïssa Mandi       |
| 24 | DEF  | [[Fitxer:Flag of Spain.svg\|23x15px\|border \|alt=Espanya\|link=Selecció de futbol d'Espanya\|{{#if:\|]]                                       | Alfonso Pedraza   |
| 26 | DAV  | [[Fitxer:Flag of Senegal.svg\|23x15px\|border \|alt=Senegal\|link=Selecció de futbol del Senegal\|{{#if:\|]]                                   | Nicolas Jackson   |
| 28 | MIG  | [[Fitxer:Flag of the Valencian Community (2x3).svg\|23x15px\|border \|alt=País Valencià\|link=Selecció de futbol del País Valencià\|{{#if:\|]] | Carlo Adriano     |
| 30 | MIG  | [[Fitxer:Flag of Spain.svg\|23x15px\|border \|alt=Espanya\|link=Selecció de futbol d'Espanya\|{{#if:\|]]                                       | Álex Baena        |
| 34 | DAV  | [[Fitxer:Flag of Spain.svg\|23x15px\|border \|alt=Espanya\|link=Selecció de futbol d'Espanya\|{{#if:\|]]                                       | Fer Niño          |
| 35 | POR  | [[Fitxer:Flag of Denmark.svg\|23x15px\|border \|alt=Dinamarca\|link=Selecció de futbol de Dinamarca\|{{#if:\|]]                                | Filip Jörgensen   |
| -  | DEF  | [[Fitxer:Flag of Spain.svg\|23x15px\|border \|alt=Espanya\|link=Selecció de futbol d'Espanya\|{{#if:\|]]                                       | Dani Tasende      |
| -  | POR  | [[Fitxer:Flag of Andorra.svg\|23x15px\|border \|alt=Andorra\|link=Selecció de futbol d'Andorra\|{{#if:\|]]                                     | Iker Álvarez      |
| -  | MIG  | [[Fitxer:Flag of Spain.svg\|23x15px\|border \|alt=Espanya\|link=Selecció de futbol d'Espanya\|{{#if:\|]]                                       | Javier Ontiveros  |

## Transferències

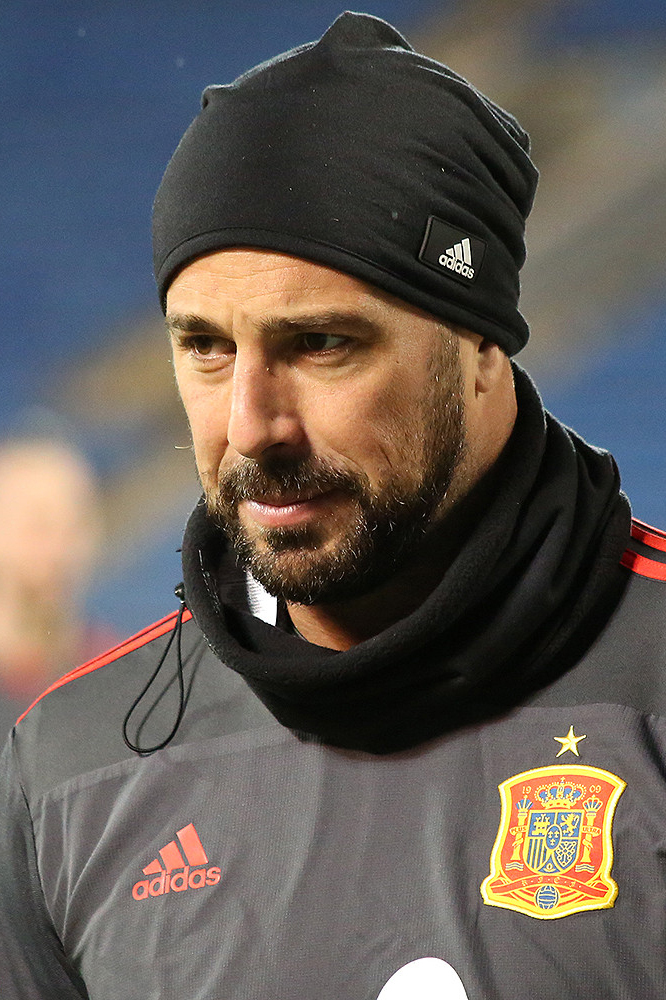
Pepe Reina torna al Vila-real després de 17 anys.

### Altes

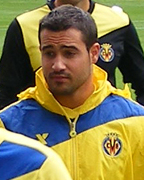
El defensor i capità Mario Gaspar deixa l'equip submarí després de 12 temporades

| N. | Pos. | Nac. | Jugador                                               |
| -- | ---- | --- | ----------------------------------------------------- |
| —  | DAV  | [[Fitxer:Flag of Spain.svg\|23x15px\|border \|alt=Espanya\|link=Selecció de futbol d'Espanya\|{{#if:\|]] | José Luis Morales (Fitxat del Llevant)                |
| —  | POR  | [[Fitxer:Flag of Spain.svg\|23x15px\|border \|alt=Espanya\|link=Selecció de futbol d'Espanya\|{{#if:\|]] | Pepe Reina (Fitxat del Lazio)                         |
| —  | DEF  | [[Fitxer:Flag of Spain.svg\|23x15px\|border \|alt=Espanya\|link=Selecció de futbol d'Espanya\|{{#if:\|]] | Kiko Femenia (Fitxat del Watford per 1 milió d'euros) |
| —  | DEF  | [[Fitxer:Flag of Spain.svg\|23x15px\|border \|alt=Espanya\|link=Selecció de futbol d'Espanya\|{{#if:\|]] | Jorge Cuenca (Torna de cessió del Getafe CF)          |
| —  | MIG  | [[Fitxer:Flag of Spain.svg\|23x15px\|border \|alt=Espanya\|link=Selecció de futbol d'Espanya\|{{#if:\|]] | Álex Baena (Torna de cessió del Girona FC)            |
| —  | MIG  | [[Fitxer:Flag of Spain.svg\|23x15px\|border \|alt=Espanya\|link=Selecció de futbol d'Espanya\|{{#if:\|]] | Javier Ontiveros (Torna de cessió del Fuenlabrada)    |

### Baixes
| N. | Pos. | Nac. | Jugador                                                    |
| -- | ---- | --- | ---------------------------------------------------------- |
| —  | DEF  | [[Fitxer:Flag of Spain.svg\|23x15px\|border \|alt=Espanya\|link=Selecció de futbol d'Espanya\|{{#if:\|]]                                       | Rubén Peña (Traspassat a l'CA Osasuna)                     |
| —  | POR  | [[Fitxer:Flag of Spain.svg\|23x15px\|border \|alt=Espanya\|link=Selecció de futbol d'Espanya\|{{#if:\|]]                                       | Sergio Asenjo (Traspassat al Reial Valladolid)             |
| —  | DEF  | [[Fitxer:Flag of the Valencian Community (2x3).svg\|23x15px\|border \|alt=País Valencià\|link=Selecció de futbol del País Valencià\|{{#if:\|]] | Mario (Traspassat al Watford)                              |
| —  | MIG  | [[Fitxer:Flag of the Valencian Community (2x3).svg\|23x15px\|border \|alt=País Valencià\|link=Selecció de futbol del País Valencià\|{{#if:\|]] | Moi Gómez (Traspassat al CA Osasuna per 2 milions d'euros) |
| —  | MIG  | [[Fitxer:Flag of the Valencian Community (2x3).svg\|23x15px\|border \|alt=País Valencià\|link=Selecció de futbol del País Valencià\|{{#if:\|]] | Vicente Iborra (Cedit al Llevant)                          |
| —  | DEF  | [[Fitxer:Flag of Catalonia.svg\|23x15px\|border \|alt=Catalunya\|link=Selecció de futbol de Catalunya\|{{#if:\|]]                              | Xavi Quintillà (Traspassat al CD Santa Clara)              |
| —  | MIG  | [[Fitxer:Flag of the Basque Country.svg\|23x15px\|border \|alt=País Basc\|link=Selecció de futbol del País Basc\|{{#if:\|]]                    | Iván Martín (Cedit al Girona FC)                           |
| —  | DAV  | [[Fitxer:Flag of Spain.svg\|23x15px\|border \|alt=Espanya\|link=Selecció de futbol d'Espanya\|{{#if:\|]]                                       | Álex Millán (Cedit al FC Famalicão)                        |

## Equip tècnic
- Entrenador:  Unai Emery[8]
  - Segon entrenador: Pablo Villanueva[8]
  - Assistents Tècnics: Antonio Rodríguez i Pablo Rodríguez
  - Preparadors Físics: Mario Segarra i Moisés de Hoyo
  - Psicòleg: María Cosín
  - Entrenador de Porters: Javi García
- Responsable de l'equip mèdic: Héctor Usó[8]
  - Delegat: Xisco Nadal[8]
- Analista: Víctor Mañas[8]
- Entrenador del filial:  Miguel Álvarez

## Partits
Victòria       Empat       Derrota       Aplaçat

### Pretemporada
| 14 de juliol de 2022 | Sporting      | 1–1     | Vila-real | Faro/Loulé, Portugal                 |  |
| 19:00 WEST           | Gonçalves 40' | Informe | Baena 76' | Estádio Algarve · Ricardo Baixinho · |  |

| 16 de juliol de 2022 | PSV Eindhoven | 1–2     | Vila-real              | Eindhoven, Països Baixos                   |  |
| 19:00 CEST           | De Jong 25'   | Informe | Pino 46' · Nicolas 79' | Philips Stadion · Martin van den Kerkhof · |  |

| 22 de juliol de 2022 | Borussia Dortmund | 0–2     | Vila-real                  | Altach, Àustria                             |  |
| 19:00 CEST           |                   | Informe | Gerard 45' · Chukwueze 67' | Stadion Schnabelholz · Sebastian Gishamer · |  |

| 24 de juliol de 2022 | Reims | 0–1     | Vila-real | Reims, França                   |  |
| 19:00 CEST           |       | Informe | Dia 37'   | Stade Auguste Delaune · Willy · |  |

| 30 de juliol de 2022 | Southampton | 1–2     | Vila-real             | Southampton, Anglaterra              |  |
| 15:00 BST            | Aribo 64'   | Informe | Pino 15' · Moreno 37' | St Mary's Stadium · Anthony Taylor · |  |

| 31 de juliol de 2022 | Fulham FC  | 1–1     | Vila-real    | Fulham, Anglaterra             |  |
| 15:00 BST            | Parejo 34' | Informe | Mitrović 64' | Craven Cottage · John Brooks · |  |

| 3 d'agost de 2022 | Vila-real                                     | 3–1     | Llevant      | Vila-real, País Valencià            |  |
| 20:00 CEST        | Pier 17' (p.p.) · Niño 25' · Morales 71' (p.) | Informe | Iborra 90+1' | Ciutat Esportiva · Sergio Muresan · |  |

| 6 d'agost de 2022 | Inter de Milà           | 2–4     | Vila-real                                     | Pescara, Itàlia                     |  |
| 20:00 CEST        | Lukaku 36' · Danilo 65' | Informe | Pedraza 29', 48' · Coquelin 34' · Jackson 81' | Estadi Adriàtic · Antonio Rupuano · |  |

### La Lliga

#### Primera Ronda
| 13 d'agost de 2022   | Reial Valladolid | 0–3     | Vila-real                    | Valladolid                                                |  |
| 19:00 CEST Jornada 1 |                  | Informe | Jackson 49' · Baena 81', 90' | José Zorrilla · 17,543 espectadors · Mario Melero López · |  |

| 21 d'agost de 2022   | Atlètic de Madrid | 0–2     | Vila-real               | Madrid                                                          |  |
| 19:30 CEST Jornada 2 |                   | Informe | Pino 73' · Gerard 90+7' | Wanda Metropolitano · 57,033 espectadors · Ricardo Bengoetxea · |  |

| 28 d'agost de 2022   | Getafe CF | 0–0     | Vila-real | Getafe                                                          |  |
| 17:30 CEST Jornada 3 |           | Informe |           | Coliseum Alfonso Pérez · 9,815 espectadors · Figueroa Vázquez · |  |

| 4 de setembre de 2022 | Vila-real                                                | 4–0     | Elx CF | Vila-real                                         |  |
| 18:30 CEST Jornada 4  | Gerard 26' · Lo Celso 36' · Coquelin 88' · Morales 90+3' | Informe |        | La Ceràmica · 13,915 espectadors · Miguel Ortiz · |  |

| 11 de setembre de 2022 | Reial Betis | 1–0     | Vila-real | Sevilla                                                              |  |
| 21:00 CEST Jornada 5   | Rodri 61'   | Informe |           | Estadi Benito Villamarín · 53,276 espectadors · Ricardo Bengoetxea · |  |

| 18 de setembre de 2022 | Vila-real | –       | Sevilla | Vila-real                           |  |
| 16:15 CEST Jornada 6   |           | Informe |         | La Ceràmica · Alejandro Hernández · |  |

| 2 d'octubre de 2022  | Cadis | –       | Vila-real | Cadis                           |  |
| 14:00 CEST Jornada 7 |       | Informe |           | Ramón de Carranza · A definir · |  |

| 9 d'octubre de 2022 | Reial Societat | – | Vila-real | Sant Sebastià        |  |
| A definir Jornada 8 |                |   |           | Anoeta · A definir · |  |

| 16 d'octubre de 2022 | Vila-real | – | CA Osasuna | Vila-real                 |  |
| A definir Jornada 9  |           |   |            | La Ceràmica · A definir · |  |

| 19 d'octubre de 2022 | FC Barcelona | – | Vila-real | Barcelona              |  |
| A definir Jornada 10 |              |   |           | Camp Nou · A definir · |  |

| 23 d'octubre de 2022 | Vila-real | – | Almería | Vila-real                 |  |
| A definir Jornada 11 |           |   |         | La Ceràmica · A definir · |  |

| 30 d'octubre de 2022 | Athletic Club | – | Vila-real | Bilbao                  |  |
| A definir Jornada 12 |               |   |           | San Mamés · A definir · |  |

| 6 de novembre de 2022 | Vila-real | – | RCD Mallorca | Vila-real                 |  |
| A definir Jornada 13  |           |   |              | La Ceràmica · A definir · |  |

| 9 de novembre de 2022 | RCD Espanyol | – | Vila-real | El Prat                        |  |
| A definir Jornada 14  |              |   |           | Cornellà-El Prat · A definir · |  |

| 31 de desembre de 2022 | Vila-real | – | València | Vila-real                 |  |
| A definir Jornada 15   |           |   |          | La Ceràmica · A definir · |  |

| 8 de gener de 2023   | Vila-real | – | Reial Madrid | Vila-real                 |  |
| A definir Jornada 16 |           |   |              | La Ceràmica · A definir · |  |

| 14 de gener de 2023  | Celta de Vigo | – | Vila-real | Vigo                   |  |
| A definir Jornada 17 |               |   |           | Balaídos · A definir · |  |

| 22 de gener de 2023  | Vila-real | – | Girona FC | Vila-real                 |  |
| A definir Jornada 18 |           |   |           | La Ceràmica · A definir · |  |

| 29 de gener de 2023  | Vila-real | – | Rayo Vallecano | Vila-real                 |  |
| A definir Jornada 19 |           |   |                | La Ceràmica · A definir · |  |

### Lliga Europa Conferència la UEFA
Estadística actual: Ronda de playoffs.
| 18 d'agost de 2022 | Vila-real                                           | 4–2     | Hajduk Split               | Vila-real, País Valencià                                        |  |
| 20:45              | Morales 15', 36' · Livaja 36' (p.p.) · Gerard 45+1' | Informe | Biuk 2' · Fossati 85' (p.) | La Ceràmica · 11,275 espectadors · Aleksei Kulbakov (Belarús) · |  |

| 25 d'agost de 2022 | Hajduk Split | 0–2     | Vila-real                   | Split, Croàcia                                                     |  |
| 21:00              |              | Informe | Pedraza 37' · Chukwueze 56' | Stadion Poljud · 30,000 espectadors · Andris Treimanis (Letònia) · |  |

## Estadístiques

### Estadístiques de l'equip
| Competició        | Primer partit   | Últim partit   | Resultat | Registre | Registre | Registre | Registre | Registre | Registre | Registre | Registre |
| Competició        | Primer partit   | Últim partit   | Resultat | Pts      | PJ       | PG       | PE       | PP       | GF       | GC       | DG       |
| ----------------- | --------------- | -------------- | -------- | -------- | -------- | -------- | -------- | -------- | -------- | -------- | -------- |
| Lliga             | 13 d'agost 2022 | 4 de juny 2023 | –        | 10       | 5        | 3        | 1        | 1        | 9        | 1        | +8       |
| Copa              | Novembre 2022   | A definir      | –        | –        | 0        | 0        | 0        | 0        | 0        | 0        | 0        |
| Lliga Conferència | 18 d'agost 2022 | A definir      | –        | 12       | 4        | 4        | 0        | 0        | 12       | 6        | +6       |
| Total             | Total           | Total          | Total    | –        | 9        | 7        | 1        | 1        | 21       | 7        | +14      |

Note:
| - Pts = Punts - PJ = Partits Jugats - PG = Partits Guanyats - PE = Partits Empatats | - PP = Partits Perdut - GF = Gols a favor - GC = Gols en contra - DG = Diferència de gols |